# Kuta (samhälle i Bosnien och Hercegovina)
Kuta är ett samhälle i Bosnien och Hercegovina.   Det ligger i entiteten Republika Srpska, i den sydöstra delen av landet, 50 km sydost om huvudstaden Sarajevo. Kuta ligger 589 meter över havet och antalet invånare är 120.
Terrängen runt Kuta är lite bergig.Närmaste större samhälle är Foča, 7,4 km öster om Kuta. 
I omgivningarna runt Kuta växer i huvudsak lövfällande lövskog. Runt Kuta är det ganska tätbefolkat, med 67 invånare per kvadratkilometer.